# Warped
"Warped" é uma canção do Red Hot Chili Peppers de seu álbum One Hot Minute. Foi o primeiro single e primeira faixa do álbum. Os vocais de Anthony Kiedis foi distorcido e contrasta com sua maneira rap de cantar. O estilo musical é de natureza imprevisível e inquietante, que é geralmente mantida ao longo do álbum inteiro. A letra descreve sentimentos confusos Kiedis sobre drogas, que começa já nas primeiras linhas com: "my tendency/for dependency/is offending me" (minha tendência/para dependência/é ofender-me).
Apesar de ser o primeiro single do álbum, nem a música nem o vídeo de acompanhamento foi incluído no Greatest Hits. A B-side "Melancholy Mechanics" aparece no filme Twister.
Esta canção fez sua estréia ao vivo no Festival de Woodstock em 1994, embora com muito letras diferentes. Como a maioria das músicas do One Hot Minute, não foi tocada ao vivo desde a partida de Navarro da banda em 1997.

## Canções do single
CD single (1995)
1. "Warped" (editado)
2. "Pea" (álbum)
3. "Melancholy Mechanics" (inédita)